# ホウライショウ
ホウライショウ（蓬莱蕉）、学名 Monstera deliciosa（モンステラ・デリシオサ）は、サトイモ科に属する植物。大きな厚い葉の左右にいくつもの穴が空き、時には裂ける。観賞用に栽培され、属名カナ読みでモンステラと言えば、普通は本種のことを指す。

## 特徴
大型になる常緑性の多年草で、他のものによじ登る蔓植物。大きくなると、高さ7-8mあるいはそれ以上にもなる。茎は太く、断面は丸く、径5-6cmほど。節ごとに長い気根を出す。これは他のものに付着し、それを支えに植物体はよじ登るが、その先端が地面に触れれば、通常の根として地中へ伸びる。葉はよく育つと長さ90-100cm、幅80-90cmに達し、心臓型卵形となり、厚い角質で暗緑色。葉柄は長さ50-80cm。
葉の形は成長によって変化する。幼いものでは丸い葉で切れ込み等もない、滑らかな縁をしているが、次第に側脈の間に円形から長楕円形の穴が出来るようになり、それが次第に連結し、穴の縁が葉縁に達すると全体に深く羽状に裂けたように見える。また葉柄の基部は半分ほどが葉鞘を形成する。
花は肉穂花序で、仏炎苞に包まれる。仏炎苞は始め緑色だが開花時には黄白色になり、楕円形で長さ30cm、革質で厚く、開花時にはボート状に開く。花序は長さ20-25cm、太さ3-5cm、淡黄色、果時には仏炎苞が脱落する。その表面に果実が並んで一見トウモロコシ状、初めは緑色だが熟すに連れて黄色くなる。熟した果実はパイナップルとバナナを混ぜたような香りがあり、触れると個々の果実の皮がバラバラと落ちる。熟した果実は柔らかく多肉質、これを食べると多少のえぐ味はあるものの美味である。
果実の味はやはりバナナとパイナップルの中間とも。また、開花から果実の成熟までには1年を要する。ちなみにこのえぐ味は果肉に含まれるシュウ酸カルシウムによるもので、その刺激への感じ方には個人差が大きい。

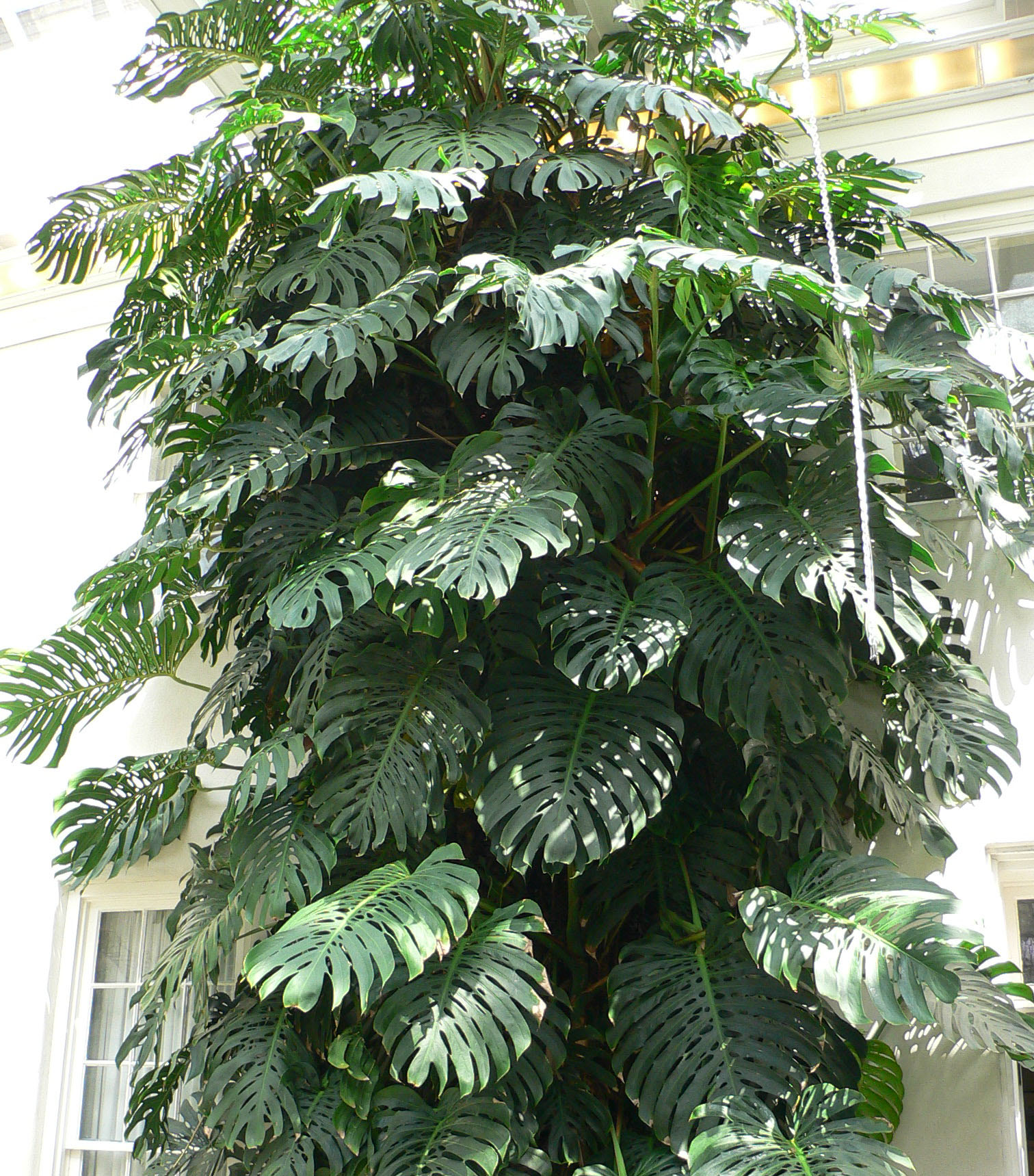
よく育つと高くに這い上る
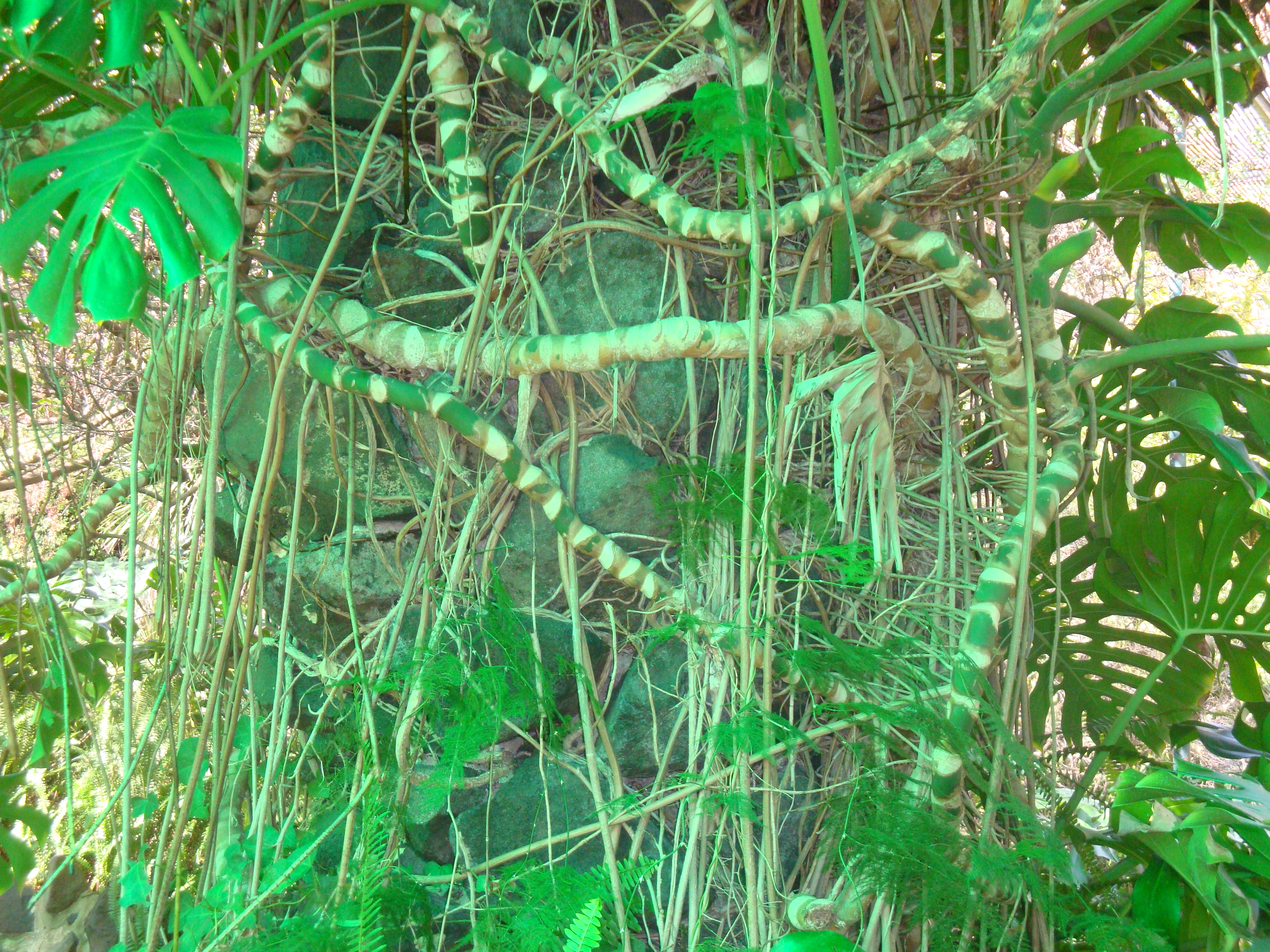
気根の様子
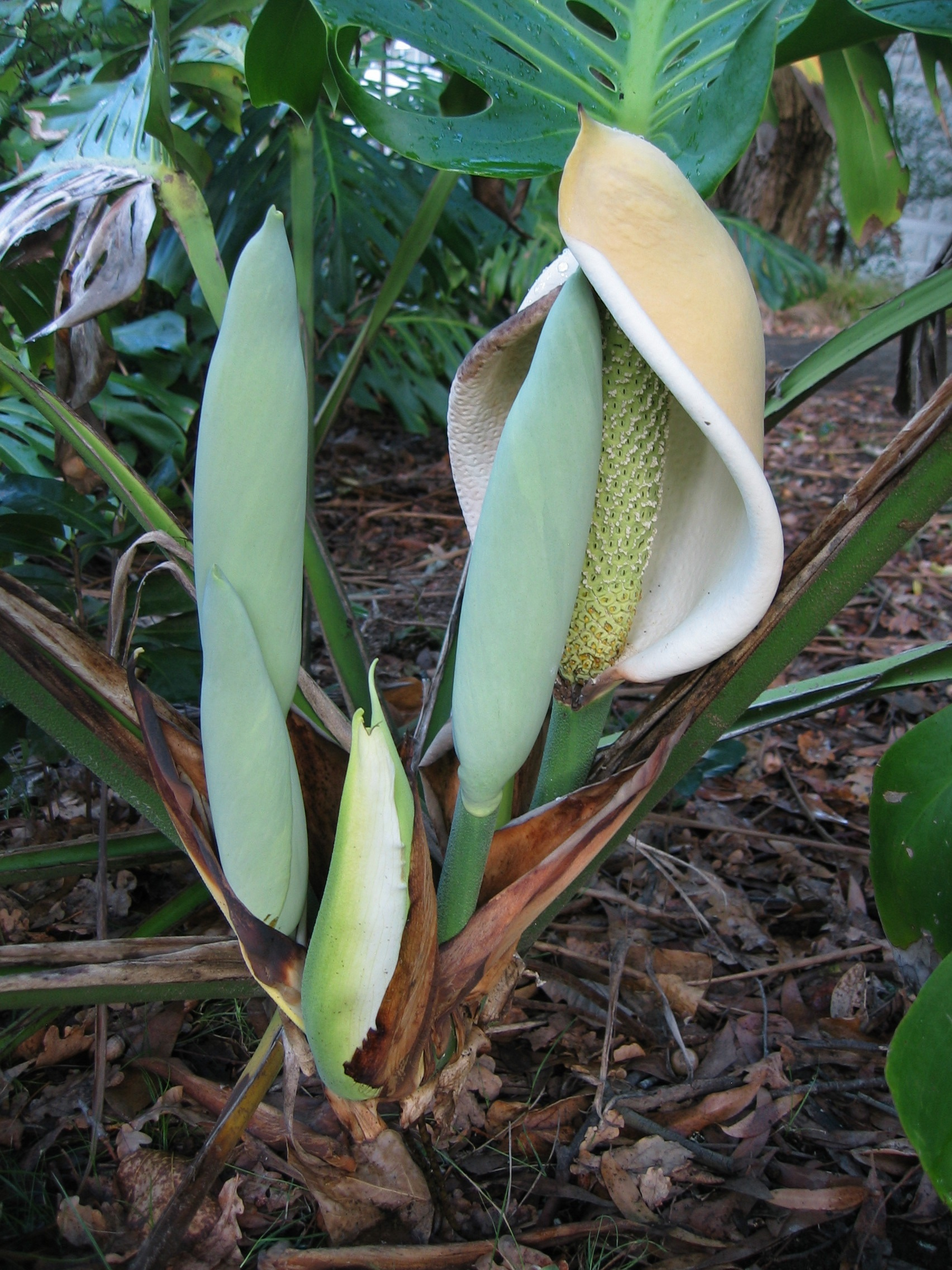
未熟な花序
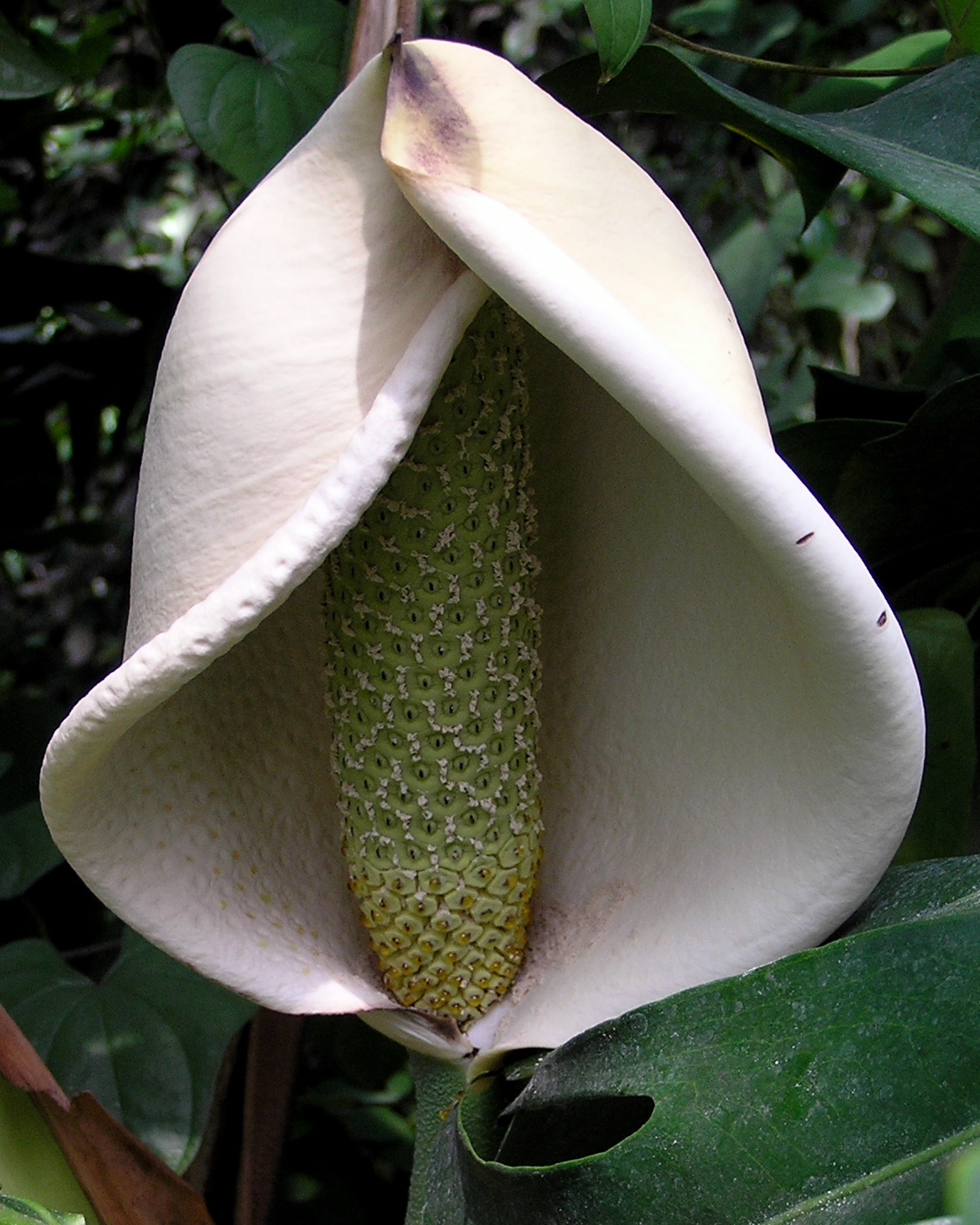
開花中
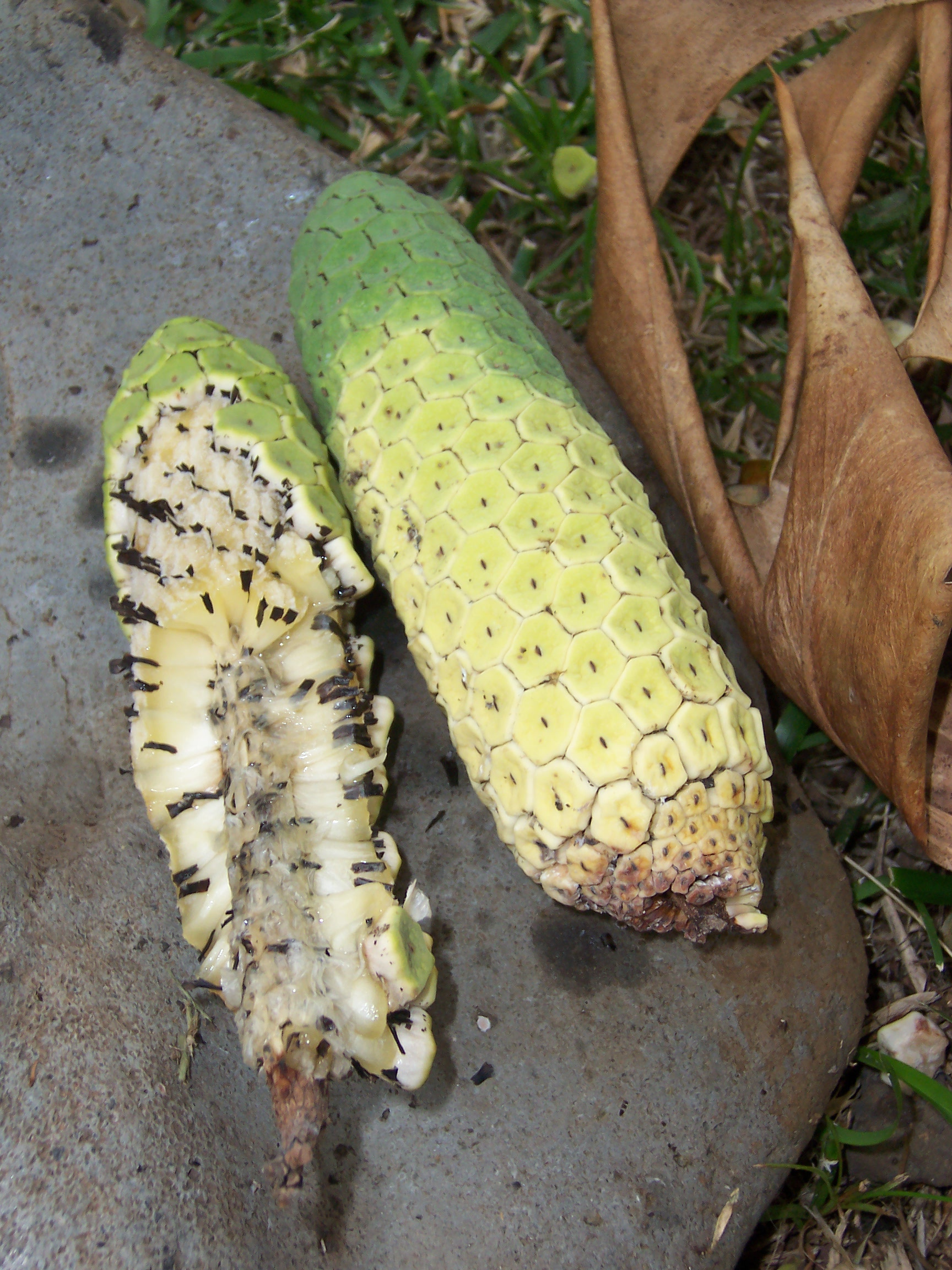
熟した果実

### 葉の形について
上記のように、この植物は大きな葉に多数の穴を生じ、羽状深裂に近い形を取る。その形は成長段階で異なり、最初は単葉で、次第に穴を生じ、深裂の形になる。この時穴を生じたり深裂したりする位置が、例えばまず左に1穴を生じた場合、次の葉では左右に1穴、あるいは深裂を生じるといった風に、左右のバランスを取る形でその数を増してゆく。他方で、日本で栽培した場合、冬季に家屋内に取り込んで栽培すると、葉の穴や深裂がなくなることが観察されており、成長段階による影響だけでなく、環境条件による影響もあると思われる。
また、深裂になる部分でも、葉の縁から内側へ向けて切れ込んでゆくのではなく、側脈に形成される穴が葉縁方向に伸びてゆき、外縁で上下にちぎられるようにして切れ込みが形成されるものである。この過程は「葉が成長する過程で、ところどころ成長を中止する部分が出来、その周りの部分の成長に負けて引き裂かれるように孔が形成される」という。この孔の意味としては、大型の葉が強風への抵抗力を増すための通風孔であるとか、夏期の強い日光による温度上昇を避けるための放熱孔と言った意味があると思われる。

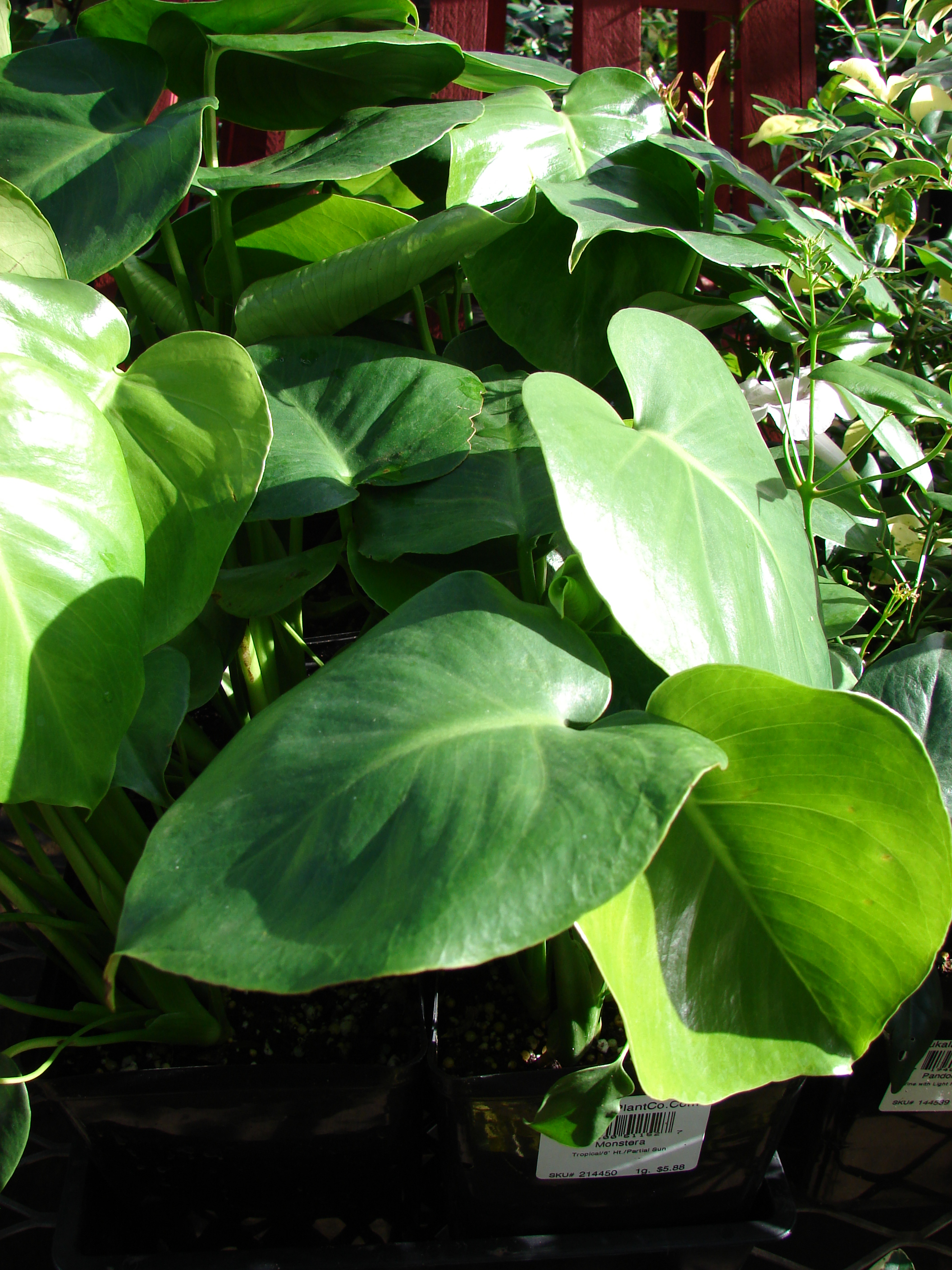
単葉の状態
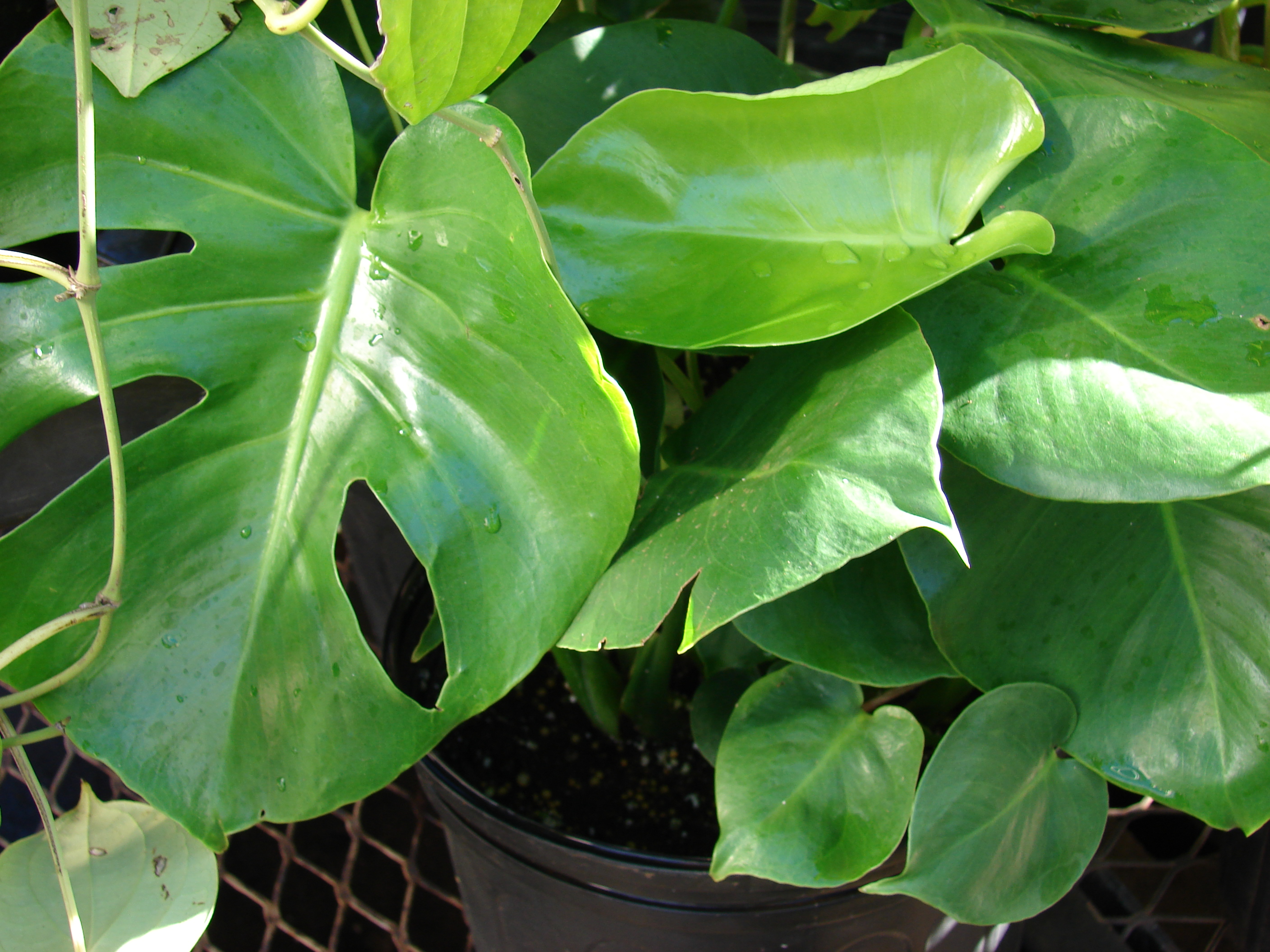
少し裂けたもの
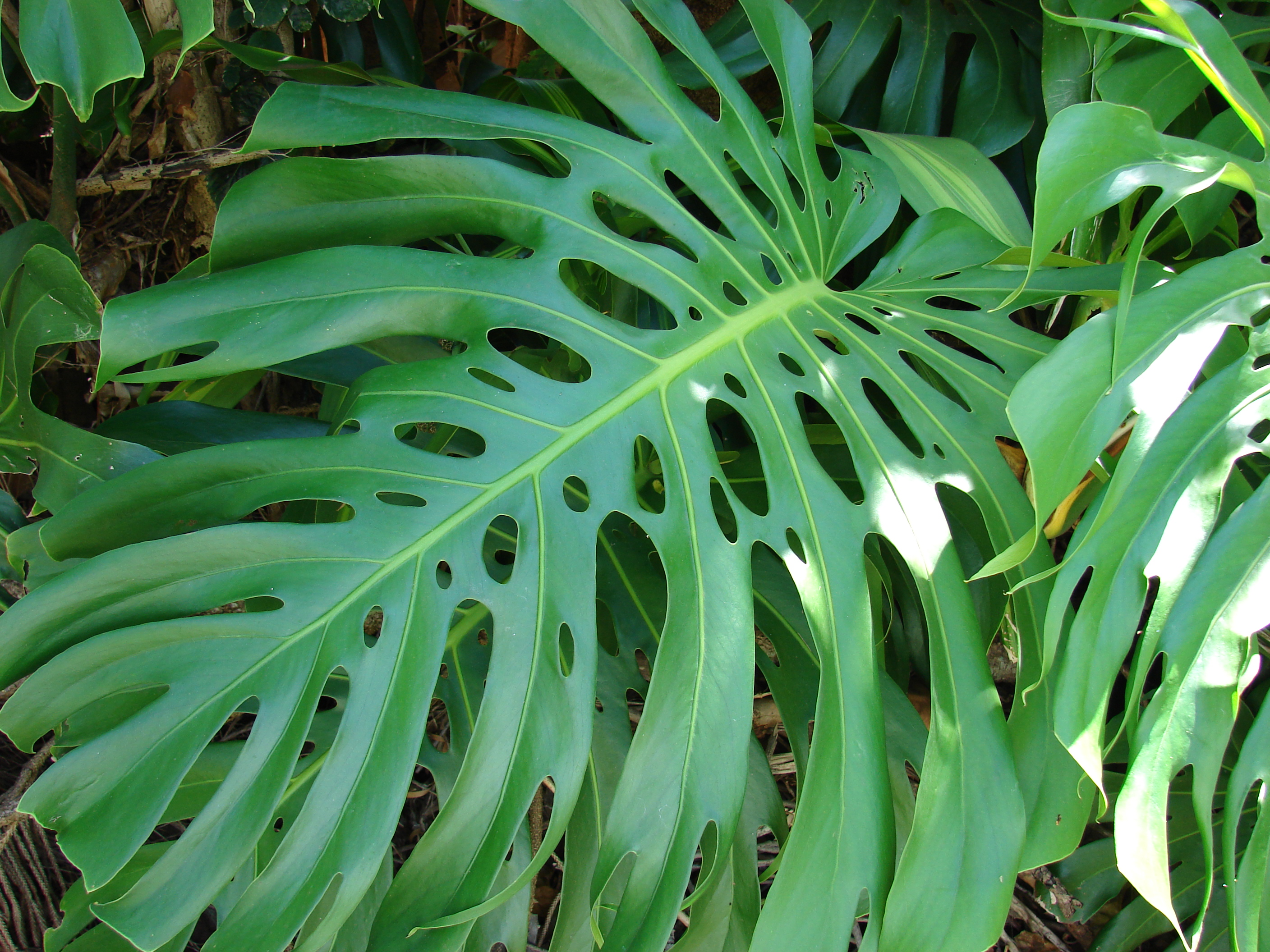
よく発達した葉
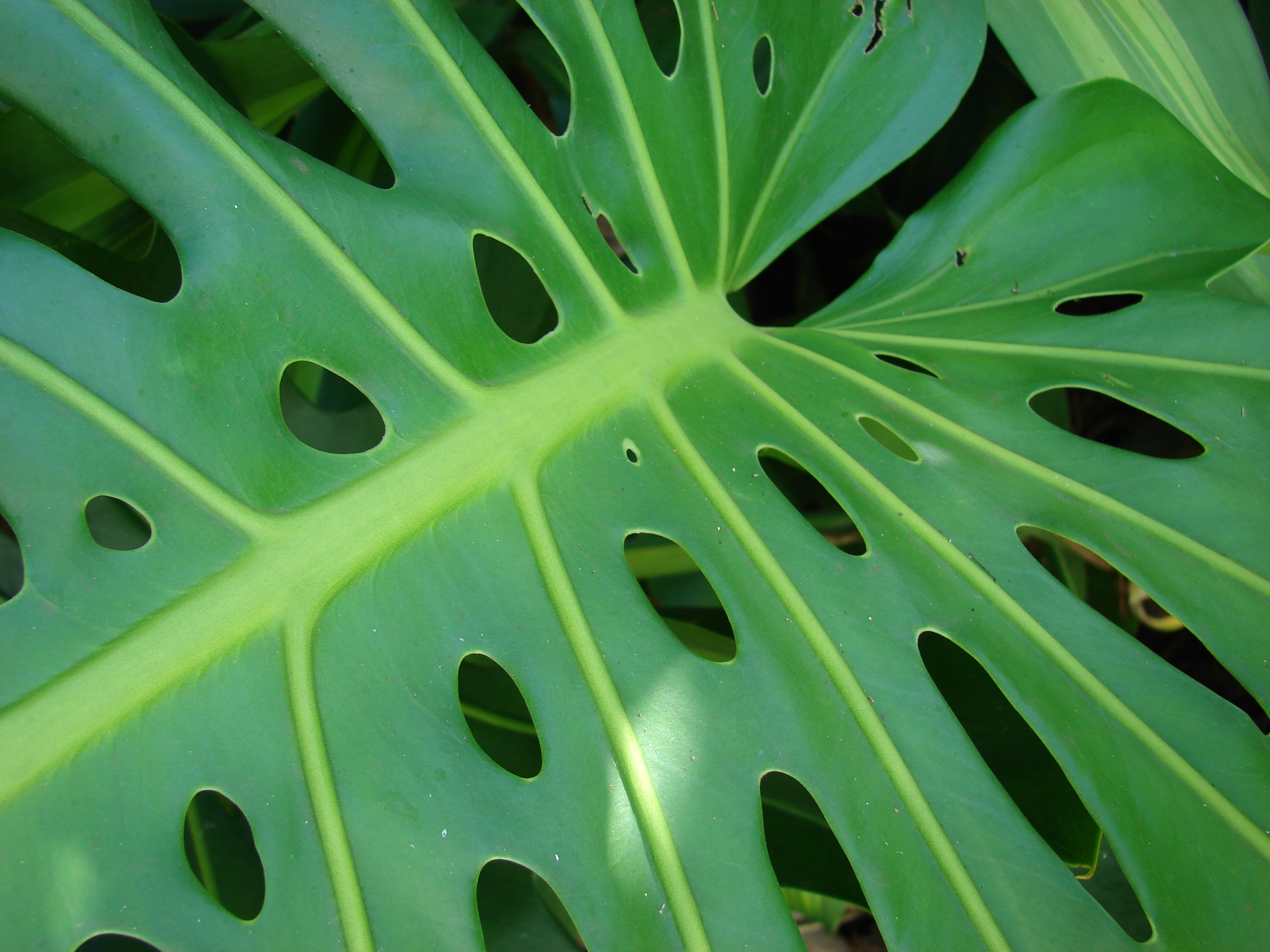
同、中央の穴の部分

## 呼称について
和名はホウライショウ（蓬莱蕉）であるが、園芸分野では学名カナ読みのモンステラ・デリシオサもよく使われ、この方が通りはいい。さらに種小名を省略し、日本ではモンステラと言えば本種を指すのが普通である。和名の別名にデンシンランがあり、これは気根を電線に見立てたものという。また、種小名は「美味」の意味で、果実の味による。英名はSwiss-cheese plant （スイスチーズプラント）という。なお、属名の方は「怪物のような」の意で、葉に孔のある怪奇な姿に基づく。

## 分布
メキシコから中央アメリカが原産。観葉植物として広く栽培されており、沖縄などでは野外でも成長するので、人家周辺の樹木に這い上って半ば自生的によく生育しているのが見られる。

## 類似種
この属の植物は熱帯アメリカの熱帯多雨林に約60種が分布する。同属のもので観賞用に栽培されるものはいくつかあり、中でもヒメモンステラ M. pertusa は形態的によく似ているが、全体に小さく、むしろヘゴ等になどに這い上らせ、蔓植物の形で栽培する。

## 利用
観葉植物として観賞用に栽培される。日本本土では茎をあまり長く伸ばさずに鉢植えとして扱うことが多い。ある程度の耐寒性はあり、冬も3-4℃に保てれば家庭でも越冬させられる。また、切り葉用の栽培もなされる。斑入り品もある。繁殖は株分けであるが、横に這い伸びてくるものを先端側からある程度の長さで切って分ける。根本側からは新たな芽が出て枝をうつようになる。
上述のように果実は食用になるので、果実としても利用出来る。ただし、果実採取を目的とする商業的な栽培は行われていない。これは果実の成熟に時間が掛かりすぎることと、果肉に繊維質が多すぎるためとのこと。また、上記のようにえぐみもあって人によってはこれを強く感じるので、薦められないとの声もある。

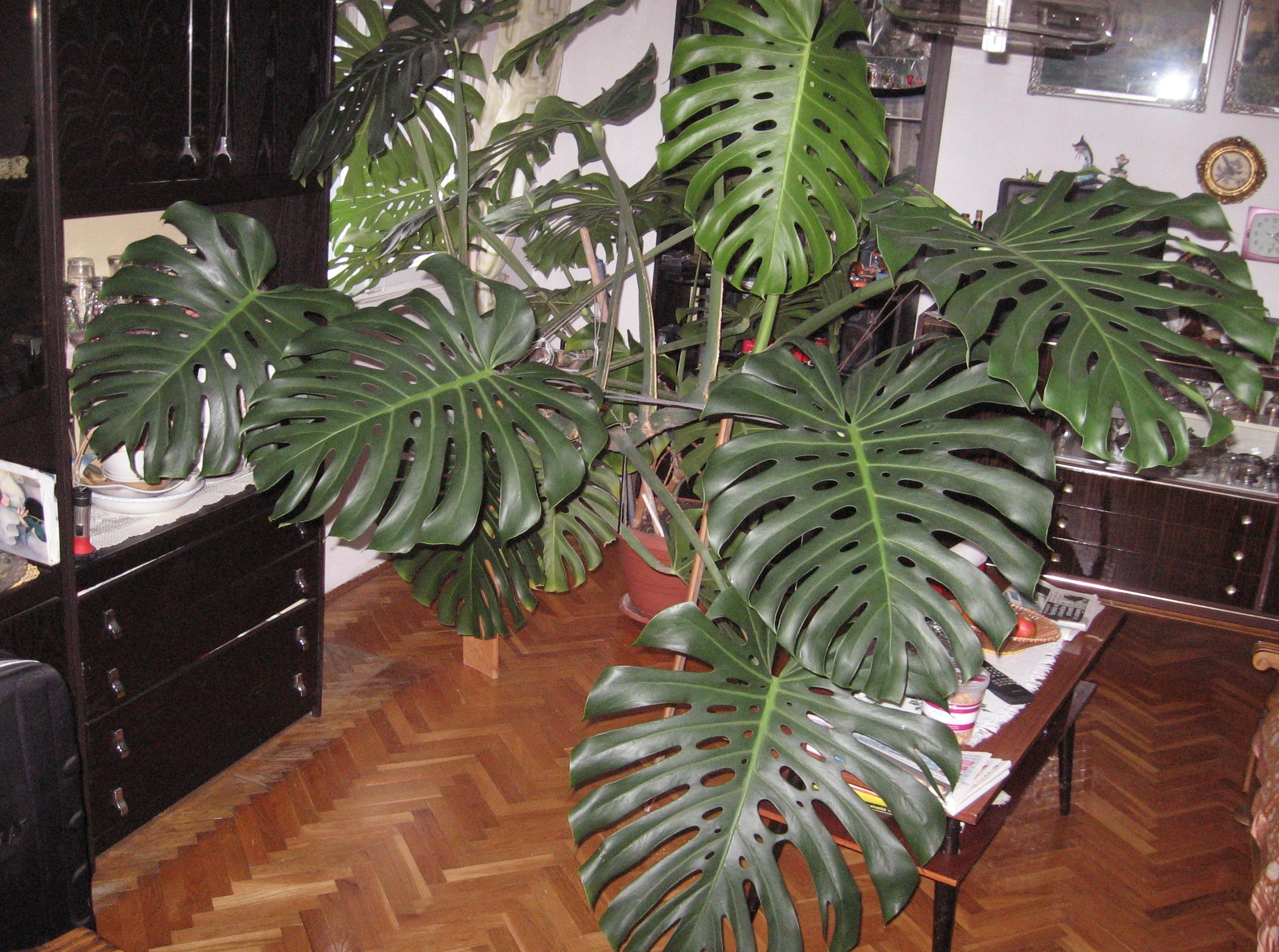
鉢植えで部屋に飾られた状態
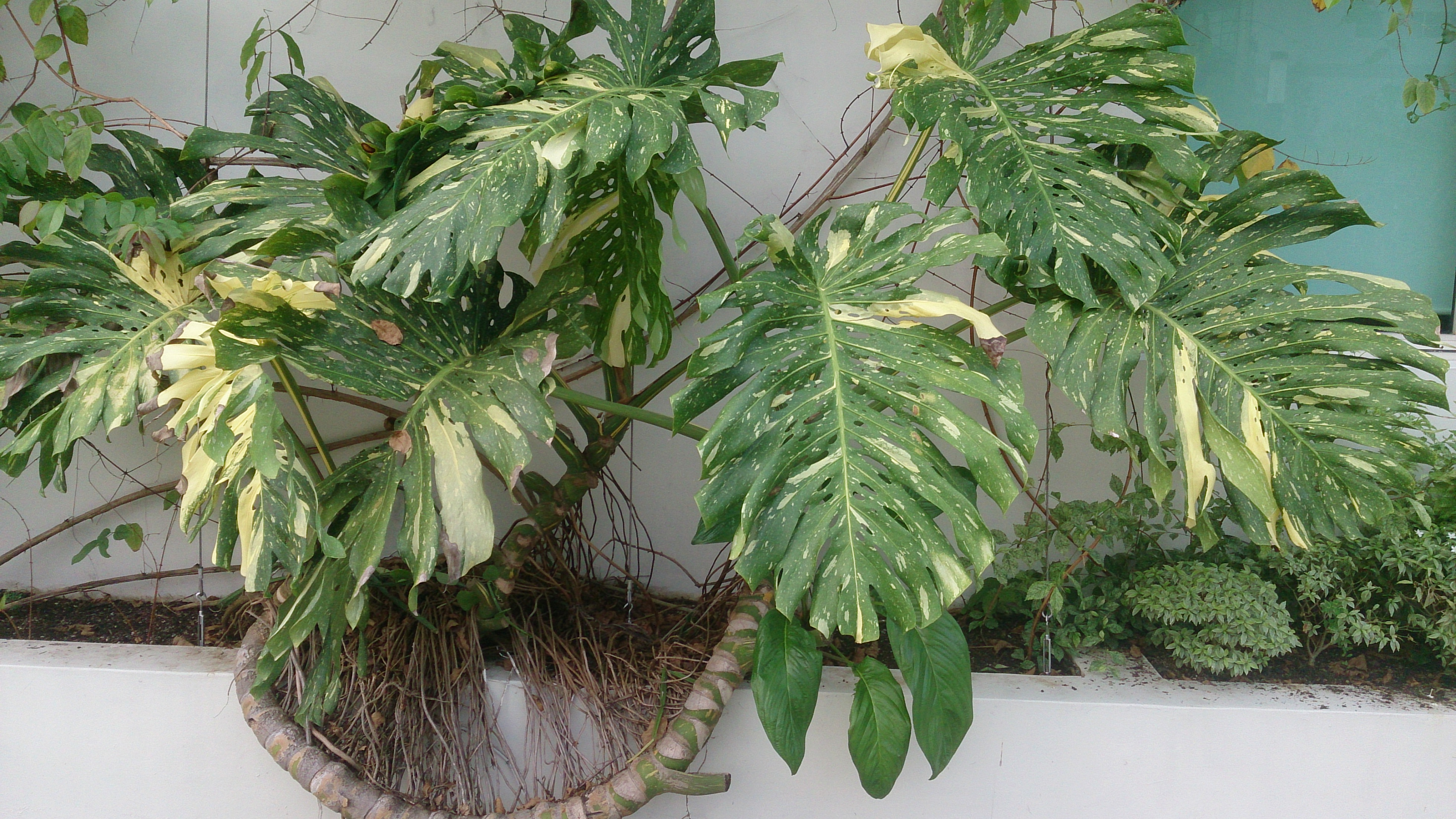
斑入り品
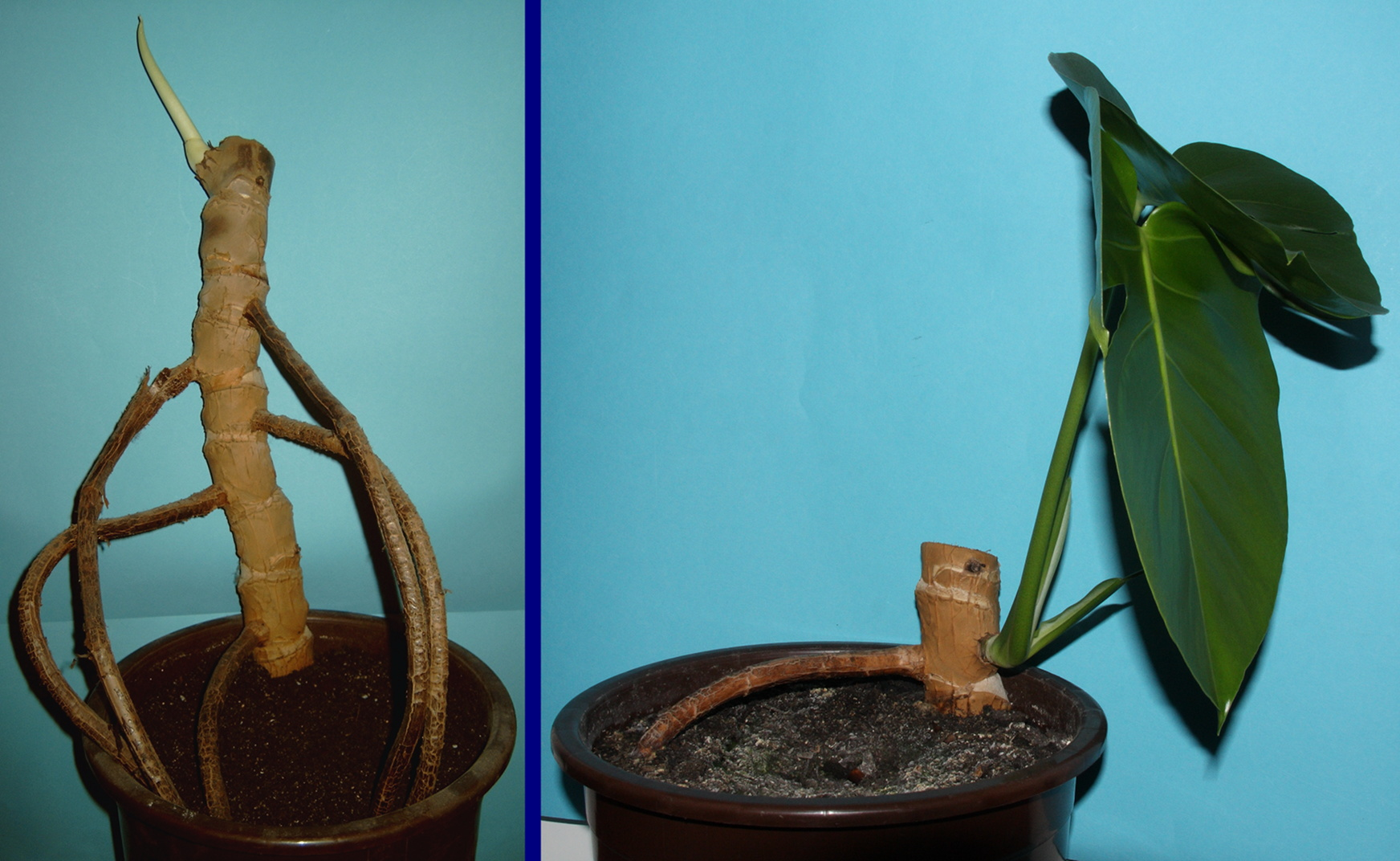
株分け直後